# Seevogelschutzgebiet Helgoland
Seevogelschutzgebiet Helgoland este o arie protejată (arie de protecție specială avifaunistică — SPA) din Germania întinsă pe o suprafață de 161.333 ha, integral pe uscat.

## Localizare
Centrul sitului Seevogelschutzgebiet Helgoland este situat la coordonatele 54°17′29″N 8°09′33″E / 54.2914°N 8.1592°E.

## Înființare
Situl Seevogelschutzgebiet Helgoland a fost declarat arie de protecție specială avifaunistică în septembrie 2004 pentru a proteja 15 specii de animale.

## Biodiversitate
Situată în ecoregiunea atlantică, aria protejată nu include niciun habitat protejat.
La baza desemnării sitului se află mai multe specii protejate de  păsări (15): alca (Alca torda), Fulmarus glacialis, Gavia arctica arctica, cufundar mic (Gavia stellata), pescăruș sur (Larus canus), Larus fuscus intermedius, pescăruș mic (Larus minutus), sula bassana (Morus bassanus), Podiceps grisegena grisegena, Rissa tridactyla, eider (Somateria mollissima), chiră de baltă (Sterna hirundo), Sterna paradisaea, chiră de mare (Sterna sandvicensis), Uria aalge aalge.